# Algebraischer Zahlkörper
Ein algebraischer Zahlkörper oder kurz ein Zahlkörper (alt Rationalitätsbereich) ist in der Mathematik eine endliche Erweiterung des Körpers der rationalen Zahlen {\displaystyle \mathbb {Q} }. Die Untersuchung algebraischer Zahlkörper ist ein zentraler Gegenstand der algebraischen Zahlentheorie, eines Teilgebiets der Zahlentheorie.
Eine wichtige Rolle spielen dabei die Ganzheitsringe algebraischer Zahlkörper, die Analoga des Rings der ganzen Zahlen {\displaystyle \mathbb {Z} } im Körper {\displaystyle \mathbb {Q} } darstellen.

## Definition und einfache Eigenschaften
Ein algebraischer Zahlkörper {\displaystyle K} ist definiert als endliche Körpererweiterung des Körpers {\displaystyle \mathbb {Q} } der rationalen Zahlen. Das bedeutet, dass {\displaystyle K} als Vektorraum über {\displaystyle \mathbb {Q} } eine endliche Dimension hat. Diese Dimension heißt Grad des Zahlkörpers.
Als endliche Erweiterungen sind Zahlkörper stets auch algebraische Erweiterungen von {\displaystyle \mathbb {Q} }; das heißt, jedes Element eines Zahlkörpers ist Nullstelle eines Polynoms mit rationalen Koeffizienten und ist daher eine algebraische Zahl. Umgekehrt ist allerdings nicht jede algebraische Erweiterung von {\displaystyle \mathbb {Q} } ein Zahlkörper: Beispielsweise ist der Körper {\displaystyle \mathbb {A} } aller algebraischen Zahlen zwar eine algebraische, aber keine endliche Erweiterung von {\displaystyle \mathbb {Q} }, also kein algebraischer Zahlkörper.
Nach dem Satz vom primitiven Element sind Zahlkörper einfache Körpererweiterungen von {\displaystyle \mathbb {Q} }, lassen sich also in der Form {\displaystyle \mathbb {Q} (\xi )} als Adjunktion einer algebraischen Zahl {\displaystyle \xi } zu {\displaystyle \mathbb {Q} } darstellen.

## Ganzheit
Ein Element {\displaystyle x} eines Zahlkörpers {\displaystyle K} wird ganz genannt, wenn es Nullstelle eines normierten Polynoms (Leitkoeffizient 1) mit Koeffizienten aus {\displaystyle \mathbb {Z} } ist. Das heißt, {\displaystyle x} erfüllt eine Gleichung der Gestalt
{\displaystyle x^{m}+c_{m-1}x^{m-1}+\dotsb +c_{1}x+c_{0}=0}
mit ganzen Zahlen {\displaystyle c_{0},\dotsc ,c_{m-1}\in \mathbb {Z} }. Solche Zahlen werden auch ganzalgebraische Zahlen genannt.
Die ganzen Zahlen bilden einen Unterring von {\displaystyle K}, der Ganzheitsring von {\displaystyle K} genannt wird und üblicherweise mit {\displaystyle {\mathcal {O}}_{K}}, {\displaystyle O_{K}} oder auch {\displaystyle \mathbb {Z} _{K}} bezeichnet wird.

## Beispiele
- Als triviales Beispiel ist {\displaystyle \mathbb {Q} } selbst ein Zahlkörper (vom Grad 1). Erwartungsgemäß gilt {\displaystyle {\mathcal {O}}_{\mathbb {Q} }=\mathbb {Z} }, d. h., die ganzen rationalen Zahlen sind die „normalen“ ganzen Zahlen.
- Der Körper {\displaystyle \mathbb {Q} (i)=\{a+bi\in \mathbb {C} :a,b\in \mathbb {Q} \}} der komplexen Zahlen mit rationalen Real- und Imaginärteilen ist ein Zahlkörper vom Grad 2. Der zugehörige Ganzheitsring ist {\displaystyle \mathbb {Z} [i]=\{a+bi\in \mathbb {C} :a,b\in \mathbb {Z} \}}, der Ring der (ganzen) gaußschen Zahlen.
- Allgemeiner bilden die quadratischen Zahlkörper {\displaystyle \mathbb {Q} \left({\sqrt {d}}\right)} mit quadratfreiem {\displaystyle d\in \mathbb {Z} \setminus \{1\}} genau die Zahlkörper vom Grad 2. Für die Ganzheitsringe ergibt sich

{\displaystyle \mathbb {Z} \left[{\sqrt {d}}\right]}, falls {\displaystyle d} kongruent 2 oder 3 mod 4 ist,
{\displaystyle \mathbb {Z} \left[{\tfrac {1+{\sqrt {d}}}{2}}\right]}, falls {\displaystyle d} kongruent 1 mod 4 ist.
- Die Kreisteilungskörper {\displaystyle \mathbb {Q} (\zeta _{n})} mit einer primitiven {\displaystyle n}-ten Einheitswurzel {\displaystyle \zeta _{n}} sind Zahlkörper vom Grad {\displaystyle \varphi (n)} mit der eulerschen φ-Funktion. Der Ganzheitsring ist {\displaystyle \mathbb {Z} [\zeta _{n}]}.

## Basen
Da ein Zahlkörper {\displaystyle K} vom Grad {\displaystyle n} ein {\displaystyle n}-dimensionaler {\displaystyle \mathbb {Q} }-Vektorraum ist, besteht jede Basis von {\displaystyle K} aus genau {\displaystyle n} Elementen. Ist {\displaystyle \{x_{1},\dotsc ,x_{n}\}} eine solche Basis, dann lässt sich jedes Element {\displaystyle x\in K} schreiben in der Form
{\displaystyle x=a_{1}x_{1}+\dotsb +a_{n}x_{n}}
mit eindeutig bestimmten Koeffizienten {\displaystyle a_{j}\in \mathbb {Q} }, die jedoch von der Wahl der Basis abhängen.
Gilt {\displaystyle K=\mathbb {Q} (\xi )}, dann besitzt {\displaystyle K} die spezielle Basis {\displaystyle \left\{1,\xi ,\xi ^{2},\dotsc ,\xi ^{n-1}\right\}}, wobei der Grad {\displaystyle n} von {\displaystyle K} gleich dem Grad des Minimalpolynoms der algebraischen Zahl {\displaystyle \xi } ist.
Eine Basis von {\displaystyle K} heißt Ganzheitsbasis, wenn sich jedes ganze Element {\displaystyle x\in {\mathcal {O}}_{K}} in der Form {\displaystyle x=a_{1}x_{1}+\dotsb +a_{n}x_{n}} mit {\displaystyle a_{1},\dotsc ,a_{n}\in \mathbb {Z} } schreiben lässt. Beispielsweise ist {\displaystyle \left\{1,{\sqrt {5}}\right\}} eine Basis von {\displaystyle \mathbb {Q} \left({\sqrt {5}}\right)}, aber keine Ganzheitsbasis, denn nicht alle Elemente des Ganzheitsrings {\displaystyle \mathbb {Z} \left[{\tfrac {1+{\sqrt {5}}}{2}}\right]} lassen sich als ganzzahlige Linearkombinationen von 1 und {\displaystyle {\sqrt {5}}} schreiben. Dagegen ist {\displaystyle \left\{1,{\tfrac {1+{\sqrt {5}}}{2}}\right\}} eine Ganzheitsbasis von {\displaystyle \mathbb {Q} \left({\sqrt {5}}\right)}.
Eine andere basisabhängige Darstellung von Elementen eines Zahlkörpers {\displaystyle K} ist die Matrixdarstellung. Sei dazu {\displaystyle x\in K} fest gewählt, dann ist durch die Multiplikation mit {\displaystyle x} eine lineare Abbildung {\displaystyle A_{x}\colon K\to K}, {\displaystyle A_{x}(z)=x\cdot z} gegeben. Dieser Endomorphismus lässt sich bezüglich einer festen Basis durch eine quadratische Matrix darstellen.
Die Determinante und die Spur der Abbildung (also der darstellenden Matrix), die von der Wahl der Basis unabhängig sind, werden Norm bzw. Spur von {\displaystyle x} genannt und sind wichtige Hilfsmittel für Rechnungen und Beweise in algebraischen Zahlkörpern.

## Verallgemeinerung und Einordnung
Die algebraischen Zahlkörper bilden zusammen mit den Funktionenkörpern {\displaystyle \mathbb {F} _{p}(T)} der Charakteristik {\displaystyle p} die Klasse der globalen Körper, die zusammen mit den lokalen Körpern, zu denen etwa die Körper {\displaystyle \mathbb {Q} _{p}} der p-adischen Zahlen gehören, die wichtigsten Untersuchungsobjekte der algebraischen Zahlentheorie darstellen.